# Roberto Giusti Aranguren
Roberto Antonio Giusti Aranguren (Rubio, Táchira, 23 de junio de 1953- Mérida, Mérida, 22 de enero de 2025) fue un periodista venezolano que trabajó en periódicos, como El Nacional y El Universal, fue presentador de televisión de los programas "Primera Página" y "Grado 33" en el canal Globovisión,  y conductor del programa radial "Golpe a Golpe" en Radio Caracas Radio.

## Trayectoria
Giusti nació el 23 de junio de 1953 en la población fronteriza de Rubio, estado Táchira. Estudió periodismo en Escuela de Comunicación Social de la Universidad Católica Andrés Bello y obtuvo su título en 1976. Antes de graduarse, en 1974, inició su carrera como reportero en la emisora Radio Caracas Radio y colaboraba para el diario vespertino El Mundo.
En 1978 fue contratado por la Universidad de los Andes para formar parte de la oficina de prensa de la institución. Posteriormente, fue contratado en el diario El Nacional, en Caracas, donde trabajaría por 10 años. En 1981, ejerció el rol de redactor jefe de la revista Azul, medio divulgativo de la ULA.
En 1985 formó parte del grupo de redactores de la sección “7 en Uno”, en El Nacional junto con Víctor Suárez, Ramón Hernández, Cuto Lamache, Jesús Lossada y Misael Salazar, el cual recibió el Premio Nacional de Periodismo de ese año. Al año siguiente repitió como galardonado al recibir el Premio Nacional de Periodismo 1986 como mejor reportero. Posteriormente recibirá el tercer reconocimiento por su labor en RCR.
Tuvo la oportunidad de formar parte del programa de corresponsales extranjeros de la agencia oficial Venpres. Lo enviaron a Moscú, lo cual le permitió cubrir la caída del imperio soviético, durante los años 90. La experiencia le inspiró para escribir dos libros Yeltsin, corazón de León (Fundación Andrés Mata, 1997) y Yo lo viví (Libros Marcados, 2010),
Fue Director de Información de la Presidencia, de 1992 a 1993, durante el segundo mandato del presidente Carlos Andrés Pérez. En 1994 comenzó su trayectoria como periodista, columnista y entrevistador en El Universal, periódico en el que permaneció 22 años.
Trabajó además para canales de televisión como Globovisión y Rctv. En el primero, fue presentador de los programas Primera Página y Grado 33, hasta agosto de 2013, cuando presentó su renuncia. junto a otros seis periodistas de la plantilla, en protesta por las nuevas condiciones que estableció el canal en ese momento. El medio había sido vendido en mayo de ese año y los nuevos propietarios fueron acusados repetidamente de estar ligados al gobierno del presidente Nicolás Maduro.
La renuncia de Giusti fue acompañada con las de otros presentadores de noticias o programas de análisis: Gladys Rodríguez, Román Lozinski,  María Elena Lavaud, Ana Karina Villalba y María Isabel Párraga, presentadores de programas de revista y análisis.
En el año 2006, junto con el periodista Ramón Hernández, publicó la obra Carlos Andrés Pérez: memorias proscritas, una investigación periodística sobre la vida y obra del expresidente venezolano.

## Amenazas de muerte
El 13 de mayo de 2003, Giusti, conductor del programa Golpe a Golpe de Radio Caracas Radio junto a Fausto Masó, presentó una denuncia ante el Ministerio Público denunciando las amenazas de muerte que venía recibiendo.
El 2 de mayo, un grupo de unas diez personas ingresó a los estudios de Radio Caracas Radio y comenzó a gritar consignas ofensivas contra el periodista y a llamarlo "asesino". Los atacantes pintaron grafitis en las paredes del edificio y en el automóvil de Giusti.
Giusti pidió una investigación sobre el incidente y sus posibles vínculos con sus informes sobre la presencia del gobierno de Hugo Chávez y las guerrillas colombianas en Venezuela.

## Entrevista con la guerrilla colombiana
En 2009 publicó un extenso reportaje sobre la situación en la frontera venezolana titulado Pasión guerrilla. Quince años de maridaje clandestino entre Chávez y la guerrilla colombiana.
En el estado Táchira, Venezuela, la guerrilla secuestraba y les quitaba dinero a los campesinos que vivían allí. Giusti, que creció en ese estado, empezó a investigar. Después de hablar con algunos agricultores locales, decidió entrevistar a algunos miembros de la guerrilla. Después de un año de negociaciones, los miembros de la Guerrilla y Giusti acordaron una entrevista en un campamento de la Guerrilla.
Entrevistó al comandante Alexis, uno de los líderes del grupo armado, quien admitió haber asesinado a ocho miembros de la Infantería de Marina de Venezuela en la famosa Masacre de Cararabo en 1995.
Luego pasó la frontera con Colombia para entrevistar a Raúl Reyes, importante miembro de las FARC. Reyes decía que él era como Hugo Chávez, un marxista-leninista. 
Giusti luego encontró un campamento guerrillero colombiano en Venezuela y lo denunció a través del El Universal. Cuando el Gobierno de Colombia iba a Venezuela a la reunión entre el presidente venezolano Hugo Chávez y el presidente colombiano Álvaro Uribe, invitaron a Giusti a ella en Puerto Ordaz. 
El gobierno colombiano le entregó un mapa de todos los campamentos de la guerrilla en Venezuela y él lo hizo público. Posteriormente recibió amenazas del Gobierno venezolano y de la guerrilla. 

## Fallecimiento
Salió de Venezuela y se exilió en Oklahoma City, Estados Unidos. Aquejado por la Enfermedad de Parkinson, regresó a su país y vivió sus últimos años residenciado junto a familiares, en el sector La Pedregosa, estado Mérida.  Falleció el 22 de enero de 2025.

## Publicaciones
- Los caminos del agua: del Táchira al Atlántico (1988)
- Los años duros la realidad no contada 1989-2004 (1993)
- Yeltsin corazón de león (Fundación Andrés Mata, 1997)
- Los años duros (2005)
- Con la frente en alto... (2006)
- Carlos Andrés Pérez memorias proscritas (2006)
- Borges arrecho: arremete contra todo (2006)
- Memorias inconclusas del Cardenal Rosalio Castillo Lara (2007)
- Del mal que vas a morir: auge y tragedia de la salud en Venezuela (2015)

## Premios
- 3 veces Premio Nacional de Periodismo, en las modalidades de reportero, opinión y radio
- 3 veces Premio Monseñor Pellín
- Nominado en dos ocasiones al Premio Rey de España de Periodismo
- Premios regionales de periodismo en Mérida, Miranda y Carabobo
- Orden Francisco de Miranda en su Primera Clase
- Orden Mérito al Trabajo en su Primera Clase.